# Ochrotrichia calcarata
Ochrotrichia calcarata är en nattsländeart som beskrevs av Oliver S. Flint Jr. och Bueno-soria 1999. Ochrotrichia calcarata ingår i släktet Ochrotrichia och familjen smånattsländor. Inga underarter finns listade i Catalogue of Life.